# Lawrence Cohn
Lawrence „Larry“ Cohn (* 4. Oktober oder 5. Oktober 1932 in Lebanon (Pennsylvania); † 31. Oktober 2023) war ein US-amerikanischer Anwalt, Geschäftsführer einer Plattenfirma, Musikproduzent, Blues-Sammler, Autor und Herausgeber.

## Leben und Werk
Cohn, geboren am 4. oder 5. Oktober 1932 in Lebanon, zog als Kind mit seiner Familie nach Brooklyn. Er begann als Kind, Blues-Platten zu hören und zu sammeln. Seit seiner Jugend besuchte er Jazz- und Blues-Aufführungen in New York City. Nach dem Abitur ging er auf das City College of New York, verließ es jedoch während seines Studiums, um in der US-Armee im Koreakrieg zu dienen. Als der Krieg endete, tourte er als Mitglied des Armee-Basketballteams, bevor er zurückkehrte, um das College abzuschließen und sich an der Brooklyn Law School einzuschreiben. Nach seinem Abschluss als Jurist wurde er Federal Agent (Bundesangestellter) und arbeitete unter anderem für Robert F. Kennedy.
Neben seiner Arbeit begann Cohn, Kritiken über Blues, Folk, Country und Gospelmusik für die Saturday Review zu schreiben; auch schrieb er Liner Notes zu Plattenveröffentlichungen für eine Vielzahl von Bluesmusikern. Er trug auch eine der größten Sammlungen von Blues-Aufnahmen zusammen. Nachdem er 1968 seine Anstellung bei der Bundesverwaltung aufgegeben hatte, ging er zu Columbia Records und wurde nach einem halben Jahr zum Vizepräsidenten von Epic Records ernannt. Eine seiner Aufgaben bei CBS bestand darin, die Country Music Division mit zu betreuen. Später wurde er Leiter von Playboy Records. Er arbeitete weiterhin als Produzent, Autor und Kritiker. Er schrieb Movietone Presents the Twentieth Century (New York: St. Martin’s Press, 1976) und war Herausgeber von Nothing But The Blues: The Music and the Musicians (New York: Abbeville Press, 1993).
Während seiner Tätigkeit bei CBS und Playboy war Cohn auf verschiedene Weise für die Entdeckung und Produktion vieler Künstler verantwortlich, darunter Billy Joel, Willie Nelson, REO Speedwagon, Cheap Trick, Edgar Winter, Johnny Winter, Fleetwood Mac, Johnny Otis, Ivory Joe Hunter, ABBA (als „Björn & Benny“), Jo Ann Kelly, Brenda Patterson, Sam Phillips (Produktionen), Wayne Cochran & the CC Riders, Leadbelly (erstes Live-Konzert), Tammy Wynette, Bob Luman, David Houston, Terry Reid, Redbone, und etliche mehr. Gemeinsam mit dem Tontechniker David Mitson entdeckte er die Aufnahmen von Robert Johnson zufällig in einem zuvor vergessenen Bereich des Iron-Mountain-Archivkomplexes von Columbia und veranlasste dessen Gesamtedition.
Cohns Buch Nothing But the Blues: The Music and the Musicians wurde wiederholt ausgezeichnet. 1994 wurde es in die Blues Hall of Fame aufgenommen. Cohn selbst erhielt zahlreiche Auszeichnungen; unter anderem wurde er mehrfach für einen Grammy Award nominiert und erhielt 1991 den Grammy für das beste historische Album Robert Johnson: The Complete Recordings. Zudem erhielt er den W. C. Handy Award für seine Bemühungen, Johnsons Musik der Vergessenheit zu entreißen. Cohn verstarb am 31. Oktober 2023 im Alter von 91 Jahren.